# كرمباخي
كرمباخي (بالألمانية: Krombach، وبالهنغارية: Korompa) هي مدينة في سلوفاكيا، تتمتع بتاريخ غني في التعدين والصناعات المعدنية، وتُعرف جيدًا في سلوفاكيا والدول المجاورة لها بوجود مركز بليسي للتزلج. يقدر عدد سكانها بـ 8,870 نسمة 

## توأمة
لكرمباخي اتفاقيات توأمة مع كل من:
- Rýmařov [الإنجليزية]‏
- بيكيسكسابا